# Malek Jaziri
Malek Jaziri (arabisk: مالك الجزيري, født 20. januar 1984 i Bizerte, Tunesien) er en professionel tennisspiller fra Tunesien.